# Eupanacra paradoxa
Eupanacra paradoxa är en fjärilsart som beskrevs av Gehlen. 1932. Eupanacra paradoxa ingår i släktet Eupanacra och familjen svärmare. Inga underarter finns listade i Catalogue of Life.